# Аннати
Аннати (пізньолатинське annata від лат. annus – рік) – одноразові збори на користь папської казни з єпископів, абатів та інших осіб, які отримували вакантний церковний бенефіцій. Спершу збір дорівнював річній сумі доходу з бенефіцію, звідки й назва, пізніше лише частині цих грошей. Існував у Європі з середини ХІІІ. На початку XIX століття був відмінений в усіх країнах окрім Італії де зберігається досі. 